# Рет (мифология)
Рет — в античной мифологии эпоним народа ретов. По Плинию и Юстину, реты — потомки тусков, которые были изгнаны галлами в начале IV века до н. э. и переселились под предводительством своего вождя Рета в Альпы. Ливий также считает несомненным происхождение альпийских ретов от тусков, хотя не упоминает их эпонима.
Современные лингвистические данные (особенно в работах Х. Рикса) подтверждают родство ретийского и этрусского языков.